# Solariella cincta
Solariella cincta är en snäckart som först beskrevs av Philippi 1836.  Solariella cincta ingår i släktet Solariella och familjen pärlemorsnäckor. Inga underarter finns listade i Catalogue of Life.